# Осипов, Василий Васильевич (Герой Советского Союза)
Васи́лий Васи́льевич О́сипов (10 ноября 1920; деревня Инихово, Рязанская губерния — 5 сентября 1989, Москва) — Герой Советского Союза (1945), полковник (1956), военный лётчик 1-го класса (1955).

## Биография
Родился 10 ноября 1920 года в деревне Инихово Данковского уезда, Рязанской губернии. С 1936 года жил в Москве. В 1937 году окончил 7 классов школы. В 1937—1938 годах работал почтовым агентом в посёлке Одинцово (ныне город Одинцово Московской области). В 1938 году окончил курсы авиамотористов. Работал мотористом в аэроклубе Метростроя в Москве.
В армии с апреля 1940 года. В 1941 году окончил Кировабадскую военную авиационную школу лётчиков. Служил в ВВС лётчиком (в Закавказском военном округе). В августе 1941 года в должности лётчика 455-го дальнебомбардировочного авиационного полка участвовал во вводе советских войск в Иран.
Участник Великой Отечественной войны: в октябре 1941 — марте 1942 — лётчик 455-го дальнебомбардировочного авиационного полка, в марте 1942 — августе 1943 — лётчик 42-го авиационного полка дальнего действия, в сентябре 1943 — феврале 1945 — командир звена и заместитель командира авиаэскадрильи 108-го авиационного полка дальнего действия, в феврале-мае 1945 — командир авиаэскадрильи 2-го гвардейского бомбардировочного авиационного полка. Участвовал в Московской битве, Смоленской операции, обороне Заполярья, освобождении Белоруссии и Прибалтики, Восточно-Померанской, Кёнигсбергской и Берлинской операциях.
За время войны совершил 233 боевых вылета (из них 229 — ночью) на бомбардировщиках Ил-4 и В-25 для нанесения ударов по военно-промышленным объектам и железнодорожным узлам в глубоком тылу противника. 21 июня 1944 года был легко ранен в голову.
За мужество и героизм, проявленные в боях, Указом Президиума Верховного Совета СССР от 29 июня 1945 года гвардии капитану Осипову Василию Васильевичу присвоено звание Героя Советского Союза с вручением ордена Ленина и медали «Золотая Звезда».
После войны до 1950 года служил командиром авиаэскадрильи в Дальней авиации (в Брянской области). В 1951 году окончил Высшую офицерскую лётно-тактическую школу Дальней авиации. Служил лётчиком-инспектором по технике пилотирования тяжёлобомбардировочного авиакорпуса, заместителем командира и командиром авиаполков Дальней авиации (в Белоруссии).
В 1959—1962 — заместитель начальника Управления испытаний авиационного вооружения по лётной части в Государственном Краснознамённом научно-испытательном институте ВВС. Выполнил ряд работ по испытанию нового авиационного вооружения на реактивных бомбардировщиках Ил-28, Ту-16, Як-28 и их модификациях. С июля 1962 года полковник В. В. Осипов — в запасе.
В 1964—1965 годах работал инженером-конструктором в ОКБ А. С. Яковлева, в 1966—1968 — лётчиком-инспектором Управления лётной службы Министерства авиационной промышленности СССР, в 1968—1970 — вновь инженером в ОКБ А. С. Яковлева.
Жил в Москве. Умер 5 сентября 1989 года. Похоронен на Троекуровском кладбище в Москве.

## Награды
- Герой Советского Союза (29.06.1945);
- два ордена Ленина (29.06.1945; 29.04.1957);
- два ордена Красного Знамени (7.09.1943; 4.06.1955);
- два ордена Отечественной войны 1-й степени (30.03.1944; 11.03.1985);
- два ордена Красной Звезды (6.03.1943; 26.10.1955);
- медали.